# Lollapalooza Chile 2015
Lollapalooza Chile 2015 fue la quinta versión de este conocido festival realizado en dicho país. Se llevó a cabo en el parque O'Higgins de la ciudad de Santiago los días 14 y 15 de marzo de 2015.

## Grupos y artistas
El listado de grupos fue lanzado la noche del 16 de noviembre de 2014 junto a los otros Lollapalooza de la región, en Argentina y Brasil. La versión chilena de Lollapalooza cuenta con exclusividades como Kings of Leon, The Suburbs, entre otros. El elenco estaba compuesto por los cabezas de cartel Jack White, Kings of Leon, Robert Plant,  Calvin Harris y Skrillex. Además cuenta con artistas como The Smashing Pumpkins, Foster the People, Congreso (banda), Alt-J, Kasabian, Interpol, Bastille, Major Lazer, Nicky Romero, Damian Marley, Cypress Hill, The Kooks, Bastille, The Specials, Carnage, St. Vincent, Rudimental, Dillon Francis, Molotov, SBTRKT, NOFX, DJ Snake, Astro, Kill the Noise, The Buzzcocks Chet Faker, Coffeehouse, entre otros.
Jorge González, que debutaba en el evento, debió cancelar su presentación luego de sufrir un infarto vascular en el cerebelo el 8 de febrero de 2015. El 2 de marzo se confirmó que su reemplazante sería Ana Tijoux.
El cartel de Kidzapalooza en su versión 2015 sería Heavysaurios, The Helmets, 3x7 Ventura, Mosquitas Muertas, Los Plumabits, Aventuras del Barco Volador, La Ciscu Margaret. El dúo chileno Power Peralta fue reemplazado por Donavon Frankenreiter a raíz de unas presentaciones programadas en Estados Unidos.
El 9 de enero de 2015 la productora anunció nuevos artistas para el día sábado, Carnage y López. Cabe recordar que Carnage fue uno de los DJs de las primeras líneas en el famoso festival Mysteryland Chile que se realiza cada año en la Hacienda Picarquín en la VI Región.
El 9 de marzo de 2015 se anuncia la cancelación de la banda NOFX producto de problemas internos en uno de sus integrantes, el mismo día se confirma el reemplazo de la banda del baterista de The Smashing Pumpkins y Rage Against the Machine, The Last Internationale.
| Sábado 14 de marzo    | Sábado 14 de marzo | Sábado 14 de marzo | Sábado 14 de marzo       | Sábado 14 de marzo            | Sábado 14 de marzo    |
| VTR                   | Coca-Cola          | D-Box VTR          | Lotus                    | Acer                          | Kidzapalooza          |
| --------------------- | ------------------ | ------------------ | ------------------------ | ----------------------------- | --------------------- |
| Fernando Milagros     | López              | DJ Caso            | Marineros                | Abya Yala                     | La Ciscu Margaret     |
| Donavon Frankenreiter | Congreso           | MKRNI              | Oh Margot!               | Maxi Trusso                   | 3x7 Veintiuna         |
| The Kooks             | Molotov            | Matanza            | Manu Da Banda            | Zaturno                       | The Helmets           |
| The Smashing Pumpkins | Foster the People  | Kill The Noise     | Hielo Negro              | Camila Moreno                 | Donavon Frankenreiter |
| Jack White            | Skrillex           | Carnage            | Esteman                  | Chancho en Piedra & Los Tetas |                       |
|                       |                    | Dillon Francis     | Chinoy                   | St. Vincent                   |                       |
|                       |                    | Ritmo Machine      | Javiera y Los Imposibles | Ana Tijoux                    |                       |
|                       |                    | Nicky Romero       |                          |                               |                       |

| Domingo 15 de marzo | Domingo 15 de marzo | Domingo 15 de marzo | Domingo 15 de marzo | Domingo 15 de marzo     | Domingo 15 de marzo             |
| VTR                 | Coca-Cola           | D-Box VTR           | Lotus               | Acer                    | Kidzapalooza                    |
| ------------------- | ------------------- | ------------------- | ------------------- | ----------------------- | ------------------------------- |
| Quique Neira        | Pedro Piedra        | AFRIK               | Fármacos            | Coffeehouse             | Las Aventuras del Barco Volador |
| Astro               | Lumumba             | ATOM                | Dead Christine      | Portavoz                | Mosquitas Muertas               |
| The Specials        | Alt-J               | Rudimental          | Lilits              | Mass Mental             | Los Plumabits                   |
| Bastille            | Kasabian            | RvsB                | María Magdalena     | The Last Internationale | Heavysaurios                    |
| Robert Plant        | Calvin Harris       | DJ Snake            | Miss Garrison       | Chet Faker              |                                 |
| Kings of Leon       |                     | Cypress Hill        | Yajaira             | Damian Marley           |                                 |
|                     |                     | Major Lazer         | Tinariwen           | SBTRKT                  |                                 |
|                     |                     |                     |                     | Interpol                |                                 |

## Sideshows
| Artista(s)                | Ubicación         | Fecha       |
| ------------------------- | ----------------- | ----------- |
| Zaturno                   | Varanasi          | 11 de marzo |
| Fernando Milagros         | Varanasi          | 12 de marzo |
| Carnage                   | Casapiedra        | 13 de marzo |
| Esteman                   | Candelaria        | 13 de marzo |
| Foster the People         | Teatro La Cúpula  | 16 de marzo |
| The Kooks                 | Sala Omnium       | 16 de marzo |
| Robert Plant y Jack White | Teatro Caupolicán | 16 de marzo |

## Venta de entradas
Las entradas salieron a la venta el 6 de agosto de 2014. 
Según la misma productora, a 3 meses del evento ya se habían vendido alrededor del 60% de las entradas. Cabe destacar que cuando salieron las entradas a la venta en Puntoticket las entradas Early Bird y Preventa 1 se agotaron en tiempo récord vendiéndose cerca de 55 mil entradas para ambos días.

## Transmisión oficial
La organización del evento confirmó junto a los nuevos auspiciadores oficiales del festival, VTR, que transmiten de manera oficial tanto en televisión como por internet en calidad de alta definición (HD) el festival por primera vez en los cinco años de Lollapalooza en Chile. La transmisión oficial cuenta con dos canales que transmiten el festival en vivo, solo para usuarios VTR, los canales se encuentran ya disponible donde muestra presentaciones en HD de artistas que han pasado en las pasadas versiones y los días en el que se transmiten los conciertos en vivo.

## Exclusividades por país
El año 2015 para Lollapalooza es el año en que más artistas exclusivos hubo en cada versión de la región, Chile-Brasil-Argentina. Los exclusivos por país, sin contar artistas nacionales son los siguientes:
Chile: Kings of Leon, The Suburbs, Ana Tijoux, Lumumba, SBTRKT, Donavon Frankenreiter, Congreso,  Astro, Chancho en Piedra, Los Tetas, Pedropiedra, Fernando Milagros, Camila Moreno, Zaturno, DJ Raff vs DJ Bitman, Mass Mental, Tinariwen, Kings of Leon, ATOM, Matanza, López, Javiera y los Imposibles, Yajaira, Hielo Negro, Coffeehouse, Chinoy, María Magdalena, Esteman, DJ Caso, Manu Da Banda, Fármacos, MKRNI, Portavoz, Marineros, AFRIK, Abya Yala, Rootz Hi-Fi, Oh Margot, Miss Garrison, Edgar Van De Wingard, Lilits y Dead Christine.
Brasil: Marina and the Diamonds, Young the Giant, Childish Gambino, Pitty, Banda Do Mar, O Terno, Kodaline, Mombojo, Boogarins, Bula, Far From Alaska, Victor Ruiz Av Any Mello, Fatnotronic, Vintage Culture, Beleia, Nem Liminha, Anna, E-Cologyk vs Jakko, Chemical Surf y Scalene.
Argentina: Pedro Aznar, Robin Schulz, Ed Motta, Dancing Mood, Poncho, Miss Bolivia, Leiva, Fernández Fierro, Chancha Vía Circuito, Zero Kill, Francisca y los Exploradores, Tommy Druetta, Jvlian, Sambara, Hipnótica, Boom Pam y Despertar Antoles.
Chile-Argentina Nicky Romero, Cypress Hill, Damian Marley, Kill the Noise, The Last Internationale, Chet Faker, Maxi Trusso y Quique Neira.
Argentina-Brasil Pharrell Williams, Fitz & the Tantrums, Big Gigantic, Kongos, The Chainsmokers y Three Days Grace.

## San Eriko
En la cuarta versión de Lollapalooza se pudo ver la nueva "mascota" del festival, llamada Eriko, que es una bola con distintos colores que tira agua y vapor y se mueve de un lugar a otro por la zona principal del Parque O'Higgins. Durante esta versión, se le dio la característica de "santo patrono" del festival, promocionando en la página web del evento la figura de la esfera gigante como deidad y la posibilidad de "realizar plegarias" en esta misma página. Así mismo durante los 2 días del evento, cerca del escenario Coca Cola, se hizo una especie de santuario improvisado, donde se podían dejar ofrendas a Eriko.

## Lolla Lounge VIP
Al igual que los años anteriores, Lollapalooza contó con el popular Lolla Lounge VIP que tenía ciertas características:
- Rondas de comidas y bebidas gratis todo el día.
- Bar abierto con auspiciadores como Jack Daniels y Corona.
- Baños exclusivos.
- Guardarropa gratis.
- Distintas actividades realizadas dentro del espacio VIP.
- Atención personalizada con un equipo completo.
- Acceso a la zona VIP exclusiva al lado de cada escenario principal, no frontal. Acceso para alrededor de 1500 personas.
- Amplias zonas de descanso.